# Bahnstrecke Diakopto–Kalavryta
| |                                |                                             |                                             |
| Schlucht des Vouraikos zwischen Diakopto und Kalavryta |                                |                                             |                                             |
| Streckenlänge: | 22,35 km                       |                                             |                                             |
| Spurweite: | 750 mm (Schmalspur)            |                                             |                                             |
| Maximale Neigung: | Adhäsion 35 ‰ Zahnstange 145 ‰ |                                             |                                             |
| Minimaler Radius: | 40 m                           |                                             |                                             |
| Zahnstangensystem: | Abt                            |                                             |                                             |
| |                                |                                             |                                             |
| \| \| -0,10 \| \| \| \| \| -0,03 \| von Patras \| von Patras \| \| \| [1]0,00 \| Diakopto (Διακοπτό) \| 10 m \| \| \| 0,13 \| Depot / nach Athen Flughafen \| Depot / nach Athen Flughafen \| \| \| 0,58 \| Kernitsis \| Kernitsis \| \| \| 0,74 \| Palea EO Korinthou Patron \| Palea EO Korinthou Patron \| \| \| 0,91 \| Autobahn A8 \| Autobahn A8 \| \| \| 1,57 \| \| \| \| \| 5,00 \| \| \| \| \| 5,11 \| Niamata (Νιάματα) \| 122 m \| \| \| 5,60 \| Vouraikos, Brücke 1 (36 m, Beginn Schlucht) \| Vouraikos, Brücke 1 (36 m, Beginn Schlucht) \| \| \| 5,67 \| Beginn Zahnstange \| Beginn Zahnstange \| \| \| 5,92 \| Tunnel 1 (44 m) \| Tunnel 1 (44 m) \| \| \| 5,98 \| Felsengalerie + Tunnel 2 (153 m) \| Felsengalerie + Tunnel 2 (153 m) \| \| \| 6,21 \| Tunnel 3 (58 m) \| Tunnel 3 (58 m) \| \| \| 6,30 \| Brücke 2 (21 m) \| Brücke 2 (21 m) \| \| \| 6,39 \| Tunnel 4 (24 m) + 5 (21 m) \| Tunnel 4 (24 m) + 5 (21 m) \| \| \| 6,75 \| Galerie 6 (77 m) \| Galerie 6 (77 m) \| \| \| 6,94 \| Tunnel 7 (25 m) + 8 (23 m) \| Tunnel 7 (25 m) + 8 (23 m) \| \| \| 7,31 \| Brücke 3 (58 m) \| Brücke 3 (58 m) \| \| \| 7,60 \| Tunnel 9 (12 m) \| Tunnel 9 (12 m) \| \| \| 8,05 \| Tunnel 10 (15 m) \| Tunnel 10 (15 m) \| \| \| 8,08 \| Ende Zahnstange \| Ende Zahnstange \| \| \| 8,14 \| Triklia \| 426 m \| \| \| 8,20 \| Brücke 4 (20 m) \| Brücke 4 (20 m) \| \| \| 8,24 \| Brücke 5 (21 m) \| Brücke 5 (21 m) \| \| \| 8,69 \| Felsengalerie 11 (21 m) \| Felsengalerie 11 (21 m) \| \| \| 9,04 \| Tunnel 12 (17 m) \| Tunnel 12 (17 m) \| \| \| 9,29 \| Brücke 6 (17 m) \| Brücke 6 (17 m) \| \| \| 9,40 \| Triklia (Τρικλιά) \| 466 m \| \| \| 9,46 \| Beginn Zahnstange \| Beginn Zahnstange \| \| \| 9,69 \| \| 480 m \| \| \| 10,15 \| Ende Zahnstange \| Ende Zahnstange \| \| \| \| \| \| \| \| 10,62 \| Tunnel 13 (59 m) \| Tunnel 13 (59 m) \| \| \| 10,62 \| Brücke 7 (13 m) 10,68 Brücke 7 (10 m) \| Brücke 7 (13 m) 10,68 Brücke 7 (10 m) \| \| \| 10,63 \| Tunnel 14 (112 m) \| Tunnel 14 (112 m) \| \| \| 10,69 \| Tunnel 14 (46 m) \| Tunnel 14 (46 m) \| \| \| \| \| \| \| \| 10,85 \| Portes (Πόρτες) \| 531 m \| \| \| 10,92 \| Beginn Zahnstange \| Beginn Zahnstange \| \| \| 10,94 \| Brücke 8 (13 m, Ende Schlucht) \| Brücke 8 (13 m, Ende Schlucht) \| \| \| 11,32 \| Ende Zahnstange \| Ende Zahnstange \| \| \| 12,60 \| Zachlorou / Mega Spileo \| 600 m \| \| \| \| (Ζαχλωρού / Μέγα Σπήλαιο) \| \| \| \| 12,67 \| Brücke 9 (24 m) \| Brücke 9 (24 m) \| \| \| 14,90 \| Km 15 \| 643 m \| \| \| 14,97 \| Eparchiaki Odos \| Eparchiaki Odos \| \| \| 16,80 \| Brücke 10 (28 m) \| Brücke 10 (28 m) \| \| \| 18,23 \| Kerpini (Κερπινή) \| 681 m \| \| \| 18,45 \| \| \| \| \| 21,84 \| \| \| \| \| 22,16 \| Efseviou Kipourgou \| Efseviou Kipourgou \| \| \| 22,33 \| Kalavryta (Καλάβρυτα) \| 714 m \| \| \| 22,40 \| Wagenhalle \| Wagenhalle \| |                                |                                             |                                             |
| | -0,10                          |                                             |                                             |
| Bahnübergang · Strecke von links | -0,03                          | von Patras                                  | von Patras                                  |
| Bahnhof · Bahnhof | 0,00                           | Diakopto (Διακοπτό)                         | 10 m                                        |
| Betriebs-/Güterbahnhof Streckenanfang und quer · Abzweig geradeaus und nach rechts · Strecke nach links | 0,13                           | Depot / nach Athen Flughafen                | Depot / nach Athen Flughafen                |
| Bahnübergang | 0,58                           | Kernitsis                                   | Kernitsis                                   |
| Bahnübergang | 0,74                           | Palea EO Korinthou Patron                   | Palea EO Korinthou Patron                   |
| | 0,91                           | Autobahn A8                                 | Autobahn A8                                 |
| Bahnübergang | 1,57                           |                                             |                                             |
| Bahnübergang | 5,00                           |                                             |                                             |
| Dienststation / Betriebs- oder Güterbahnhof | 5,11                           | Niamata (Νιάματα)                           | 122 m                                       |
| Brücke über Wasserlauf | 5,60                           | Vouraikos, Brücke 1 (36 m, Beginn Schlucht) | Vouraikos, Brücke 1 (36 m, Beginn Schlucht) |
| | 5,67                           | Beginn Zahnstange                           | Beginn Zahnstange                           |
| Tunnel | 5,92                           | Tunnel 1 (44 m)                             | Tunnel 1 (44 m)                             |
| Tunnel | 5,98                           | Felsengalerie + Tunnel 2 (153 m)            | Felsengalerie + Tunnel 2 (153 m)            |
| Tunnel | 6,21                           | Tunnel 3 (58 m)                             | Tunnel 3 (58 m)                             |
| Brücke über Wasserlauf | 6,30                           | Brücke 2 (21 m)                             | Brücke 2 (21 m)                             |
| Tunnel | 6,39                           | Tunnel 4 (24 m) + 5 (21 m)                  | Tunnel 4 (24 m) + 5 (21 m)                  |
| Tunnel | 6,75                           | Galerie 6 (77 m)                            | Galerie 6 (77 m)                            |
| Tunnel | 6,94                           | Tunnel 7 (25 m) + 8 (23 m)                  | Tunnel 7 (25 m) + 8 (23 m)                  |
| Brücke über Wasserlauf | 7,31                           | Brücke 3 (58 m)                             | Brücke 3 (58 m)                             |
| Tunnel | 7,60                           | Tunnel 9 (12 m)                             | Tunnel 9 (12 m)                             |
| Tunnel | 8,05                           | Tunnel 10 (15 m)                            | Tunnel 10 (15 m)                            |
| | 8,08                           | Ende Zahnstange                             | Ende Zahnstange                             |
| ehemalige Blockstelle | 8,14                           | Triklia                                     | 426 m                                       |
| Brücke über Wasserlauf | 8,20                           | Brücke 4 (20 m)                             | Brücke 4 (20 m)                             |
| Brücke über Wasserlauf | 8,24                           | Brücke 5 (21 m)                             | Brücke 5 (21 m)                             |
| Tunnel | 8,69                           | Felsengalerie 11 (21 m)                     | Felsengalerie 11 (21 m)                     |
| Tunnel | 9,04                           | Tunnel 12 (17 m)                            | Tunnel 12 (17 m)                            |
| Brücke über Wasserlauf | 9,29                           | Brücke 6 (17 m)                             | Brücke 6 (17 m)                             |
| Dienststation / Betriebs- oder Güterbahnhof | 9,40                           | Triklia (Τρικλιά)                           | 466 m                                       |
| | 9,46                           | Beginn Zahnstange                           | Beginn Zahnstange                           |
| ehemalige Blockstelle | 9,69                           |                                             | 480 m                                       |
| | 10,15                          | Ende Zahnstange                             | Ende Zahnstange                             |
| Verschwenkung von links · Verschwenkung von rechts (Strecke außer Betrieb) |                                |                                             |                                             |
| Strecke · Tunnel (Strecke außer Betrieb) | 10,62                          | Tunnel 13 (59 m)                            | Tunnel 13 (59 m)                            |
| Brücke über Wasserlauf · Brücke über Wasserlauf (Strecke außer Betrieb) | 10,62                          | Brücke 7 (13 m) 10,68 Brücke 7 (10 m)       | Brücke 7 (13 m) 10,68 Brücke 7 (10 m)       |
| Strecke geradeaus (im Tunnel) · Strecke (außer Betrieb) (im Tunnel) | 10,63                          | Tunnel 14 (112 m)                           | Tunnel 14 (112 m)                           |
| Verschwenkung nach links (im Tunnel) · Verschwenkung nach rechts (Strecke außer Betrieb) (im Tunnel) | 10,69                          | Tunnel 14 (46 m)                            | Tunnel 14 (46 m)                            |
| Tunnelende |                                |                                             |                                             |
| ehemaliger Haltepunkt / Haltestelle | 10,85                          | Portes (Πόρτες)                             | 531 m                                       |
| | 10,92                          | Beginn Zahnstange                           | Beginn Zahnstange                           |
| Brücke über Wasserlauf | 10,94                          | Brücke 8 (13 m, Ende Schlucht)              | Brücke 8 (13 m, Ende Schlucht)              |
| | 11,32                          | Ende Zahnstange                             | Ende Zahnstange                             |
| Bahnhof | 12,60                          | Zachlorou / Mega Spileo                     | 600 m                                       |
| Strecke |                                | (Ζαχλωρού / Μέγα Σπήλαιο)                   | (Ζαχλωρού / Μέγα Σπήλαιο)                   |
| Brücke über Wasserlauf | 12,67                          | Brücke 9 (24 m)                             | Brücke 9 (24 m)                             |
| ehemaliger Dienststation / Betriebs- oder Güterbahnhof | 14,90                          | Km 15                                       | 643 m                                       |
| Bahnübergang | 14,97                          | Eparchiaki Odos                             | Eparchiaki Odos                             |
| Brücke über Wasserlauf | 16,80                          | Brücke 10 (28 m)                            | Brücke 10 (28 m)                            |
| Dienststation / Betriebs- oder Güterbahnhof | 18,23                          | Kerpini (Κερπινή)                           | 681 m                                       |
| Bahnübergang | 18,45                          |                                             |                                             |
| Bahnübergang | 21,84                          |                                             |                                             |
| Bahnübergang | 22,16                          | Efseviou Kipourgou                          | Efseviou Kipourgou                          |
| Bahnhof | 22,33                          | Kalavryta (Καλάβρυτα)                       | 714 m                                       |
| | 22,40                          | Wagenhalle                                  | Wagenhalle                                  |

Die Bahnstrecke Diakopto–Kalavryta (griechisch Οδοντωτός σιδηρόδρομος Διακοπτού–Καλαβρύτων, latinisiert Odontotós sidiródromos Diakoptoú–Kalavrýton, auch kurz als Odontotos bekannt) ist eine 22 km lange Schmalspurbahnstrecke im Norden der Peloponnes in Griechenland, die die Hafenstadt Diakopto am Golf von Korinth (Κορινθιακός Κόλπος) mit Kalavryta in den dahinter liegenden Bergen verbindet. Sie wird vom Organismos Sidirodromon Ellados (OSE) betrieben.

## Geschichte

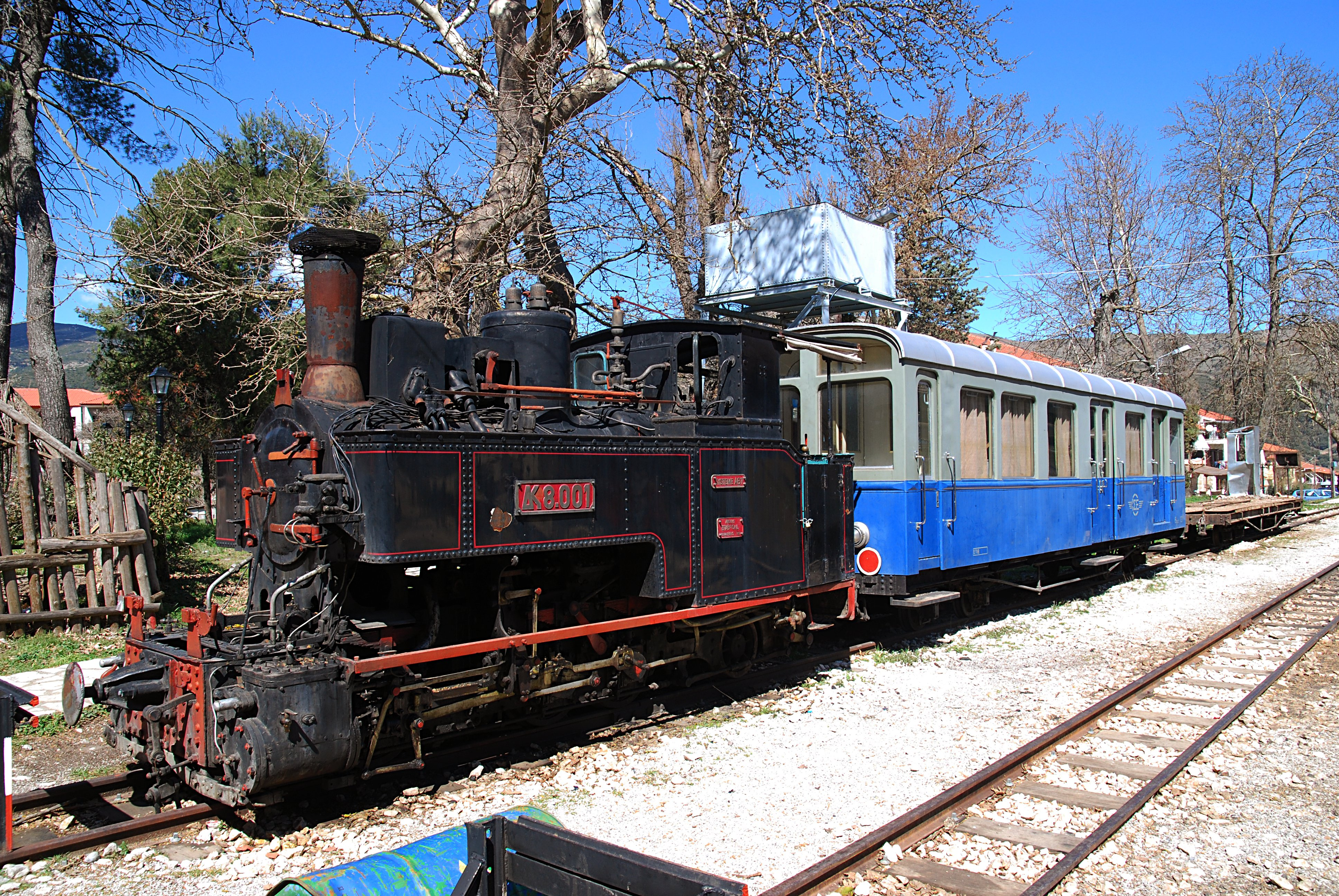
Originale Dampflokomotive ΔΚ8001

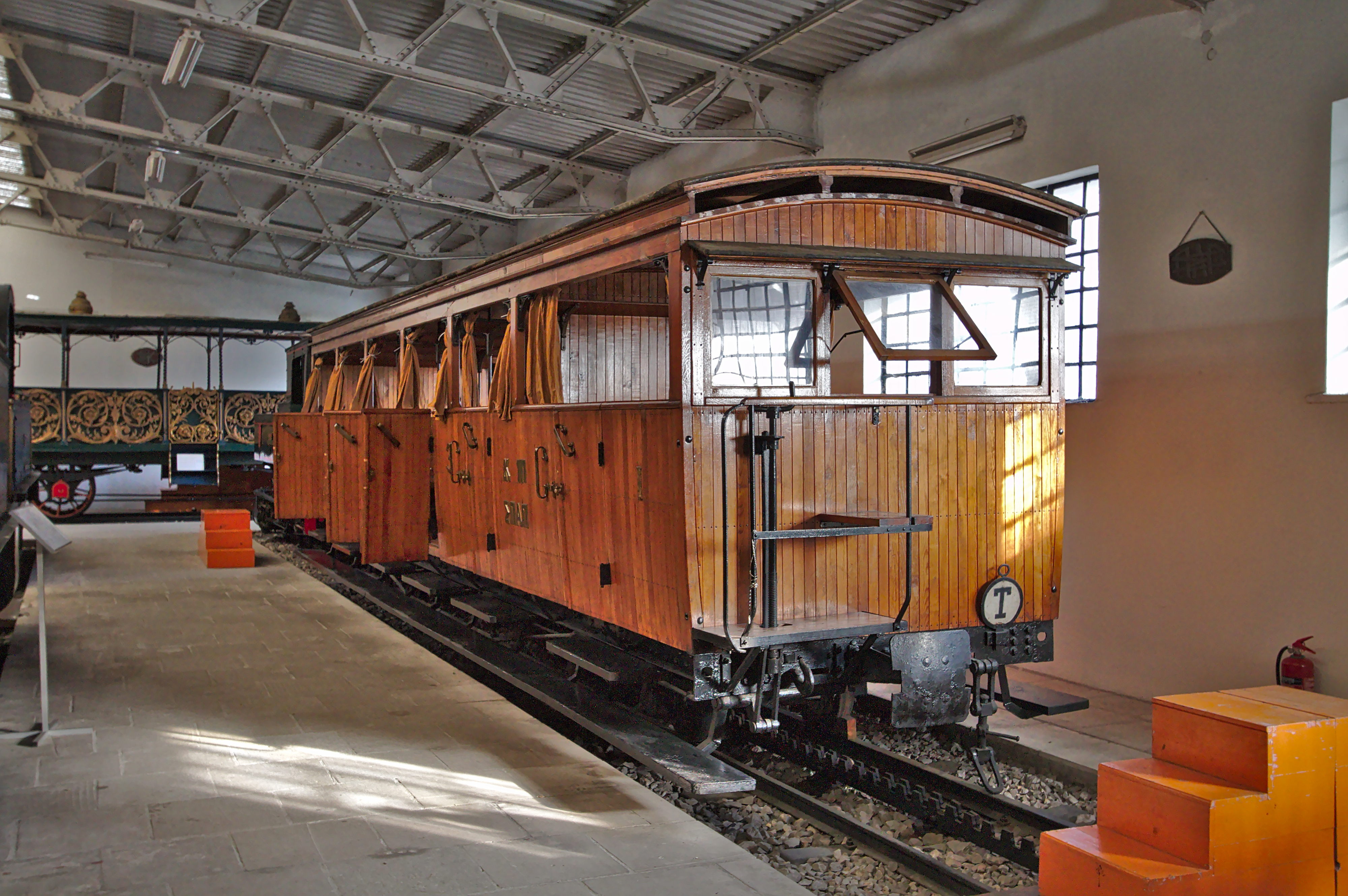
Ehemaliger Wagen (heute im Eisenbahnmuseum Athen)

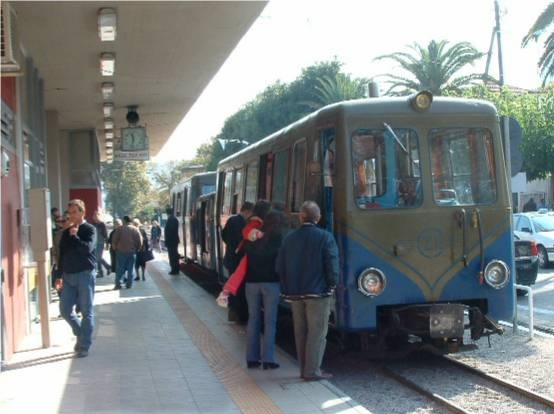
Bahnhof Diakopto mit Billard-Triebwagen

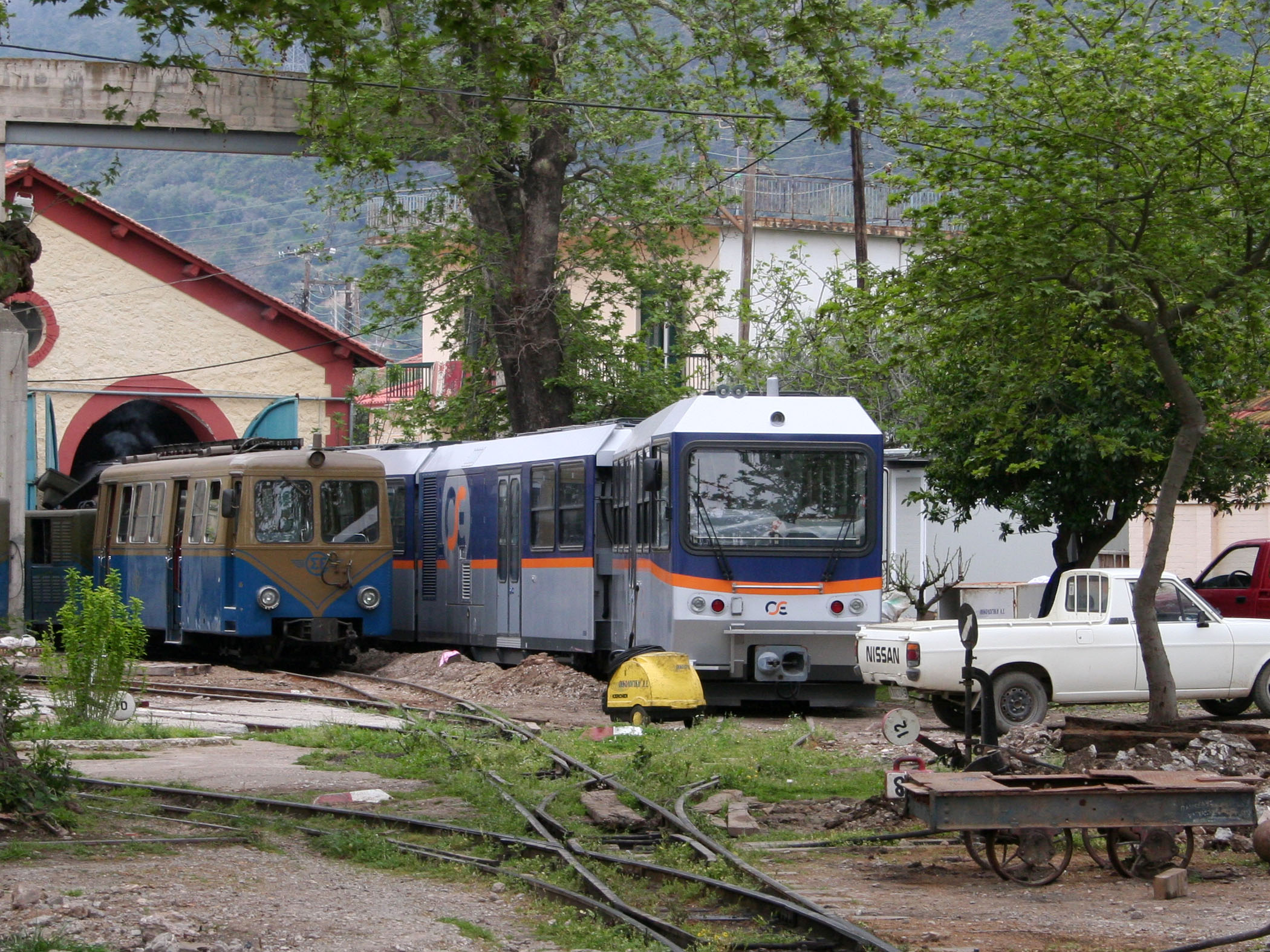
Alte (Decauville) und neue (Stadler) Triebwagengarnitur in Diakopto

Die Bahnstrecke wurde in den Jahren 1889 bis 1896 von einer französischen Baufirma erbaut. Sie erschloss auch das Kloster Megaspiläon, ein bedeutendes griechisches Nationalheiligtum, und die Gegend um Kalavryta. Weiter war vorgesehen, die Strecke quer durch die Peloponnes bis nach Tripolis zu verlängern. Schon dieser erste Abschnitt erforderte aufgrund der sehr anspruchsvollen Topografie in der Schlucht des Vouraikos eine technisch aufwändige und kostenintensive Lösung, die zudem betrieblich nicht mit der in Meterspur errichteten Bahnstrecke Korinth – Patras kompatibel war. Errichtet wurde eine Schmalspurbahn der Spurweite 750 mm mit Zahnradbetrieb nach dem System Abt zwischen dem Fuß des Gebirges und Megaspiläon. Die maximale Steigung beträgt 145 Promille. Auf die Weiterführung der Strecke bis Tripolis wurde aufgrund der hohen Baukosten dieses ersten Abschnittes letztendlich verzichtet.
Landschaftlich ist die Strecke beeindruckend. Sie verläuft – abgesehen von dem kurzen Stück, das sie an den Fuß der Berge führt – fast ausschließlich in der Steigung und zum Teil in der Wand der felsigen Schlucht des Vouraïkos. Auf der Trasse der Bahn verläuft dabei auch der europäische Fernwanderweg E4. Immer wieder wurde über die Einstellung diskutiert, da die Bahn heute – außer ihrem touristischen Aspekt – wirtschaftlich kaum noch Bedeutung hat. Allerdings beschaffte die Bahn 2007 vier neue Triebwagen und sanierte die Strecke 2008/2009 von Grund auf. Dabei wurden die Stahlbrücken renoviert und der Oberbau erneuert. Die Instandsetzung kostete etwa 40 Mio. Euro. Am 2. Juli 2009 wurde die Strecke wieder eröffnet.
Die Zahnradbahn ist seit dem 25. September 2023 durch ein Unwetter stark beschädigt. Aufgrund eines Erdrutsches und von Unterspülungen wird die Bahn längere Zeit ausfallen.

## Fahrzeuge

### Dampflokomotiven
Die Strecke wurde ursprünglich mit Dampflokomotiven französischer Herkunft betrieben, welche von der Firma Anciens Établissements Cail in Paris gebaut wurden. Es sind C1´zz – Tenderlokomotiven Bauart Abt mit zwei Triebzahnrädern, welche in einem eigenen Innenrahmen (dem sogenannten Zahnradwagen) lagern und von zwei darüber liegenden Zylindern über Umlenkhebel, Kuppelstangen und Hallsche Kurbeln angetrieben werden. Aufgrund der geringen Spurweite musste eine derart komplizierte Anordnung des Zahnradtriebwerkes gewählt werden. Eine Lokomotive (Betriebsnummer ΔΚ1 bzw. ΔΚ8001) wurde betriebsfähig aufgearbeitet und kann für Sonderfahrten eingesetzt werden. Eine weitere Lok ist als Technisches Denkmal am Bahnhof Diakopto aufgestellt, mindestens drei weitere Maschinen stehen devastiert im hinteren Bahnhofsbereich.

### Erste Triebwagengeneration
1957 wurden von den Établissements Billard drei elektrische Triebwagen (ΑΔΚ 01 bis 03, jetzt ΑΒδφπτ 3001 bis 3003) und dazu gehörende Steuerwagen erworben. Da das Geld für die Elektrifizierung der Strecke jedoch fehlte, wurden kurzerhand zweiachsige Generatorwagen (als OPE bezeichnet) beschafft, die jeweils zwischen Steuer- und Triebwagen eingestellt wurden und den Strom für den Betrieb liefern. 1967 kamen drei weitere entsprechende Einheiten (ΑΒδφπτ 3004 bis 3006) hinzu, die von Decauville geliefert wurden. Die Fahrzeuge der ersten Serie besaßen ursprünglich eine Dachrandverglasung, die jedoch später verschlossen wurde. Aufgrund der engen Platzverhältnisse im Drehgestell erfolgt der Antrieb von Adhäsions- und Zahnradachsen gemeinsam über Kuppelstangen, der Zahnradantrieb läuft also stets mit. Der Dieselgenerator leistet 350 PS (Billard) bzw. 500 PS (Decauville) bei 1.500/min.

### Zweite Triebwagengeneration
2007 wurden vier neue Triebwagen (ΑΒδφπτ 3007 bis 3010) von Stadler Rail beschafft, bezeichnet als OSE BDmh 2Z+4A/12.

## Bilder

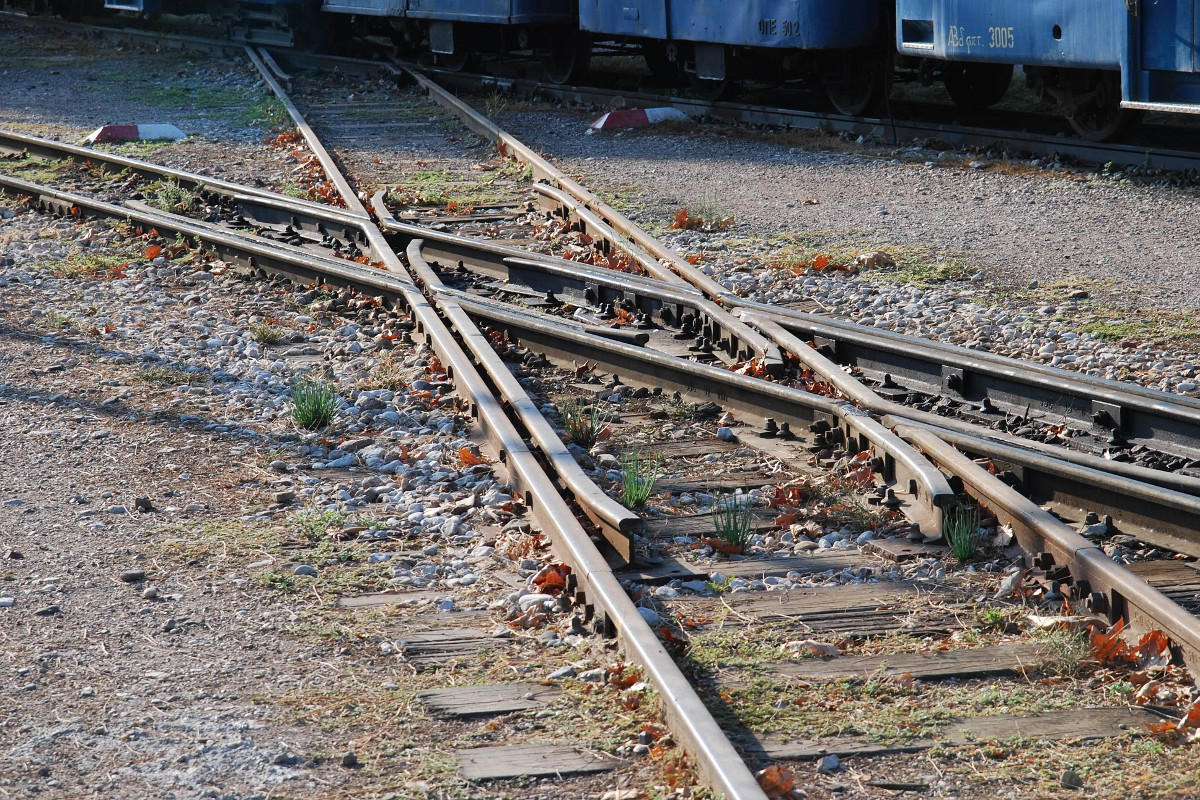
Kreuzung zweier Spurweiten (750 mm und 1000 mm) in Diakopto
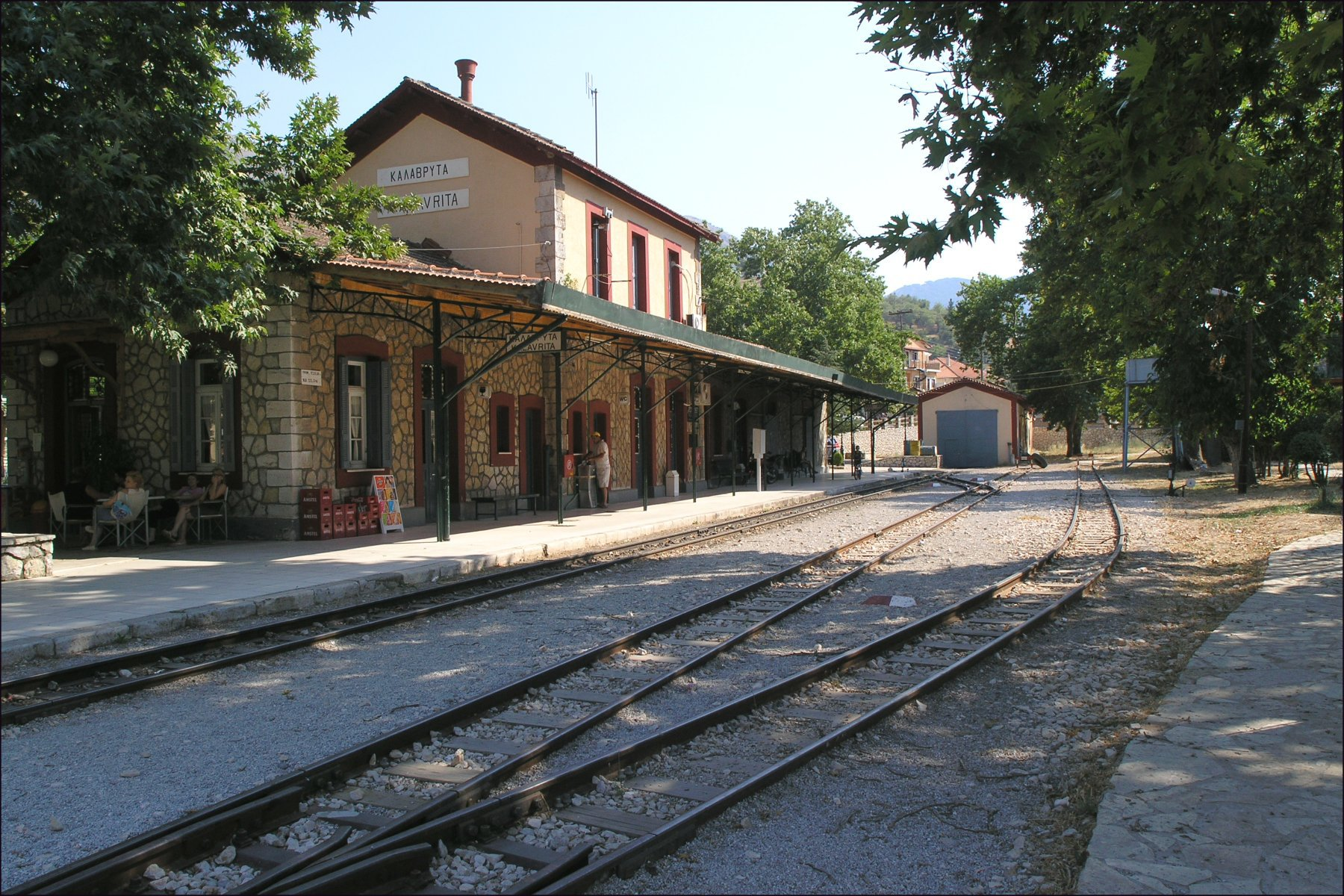
Bahnhof Kalavrita
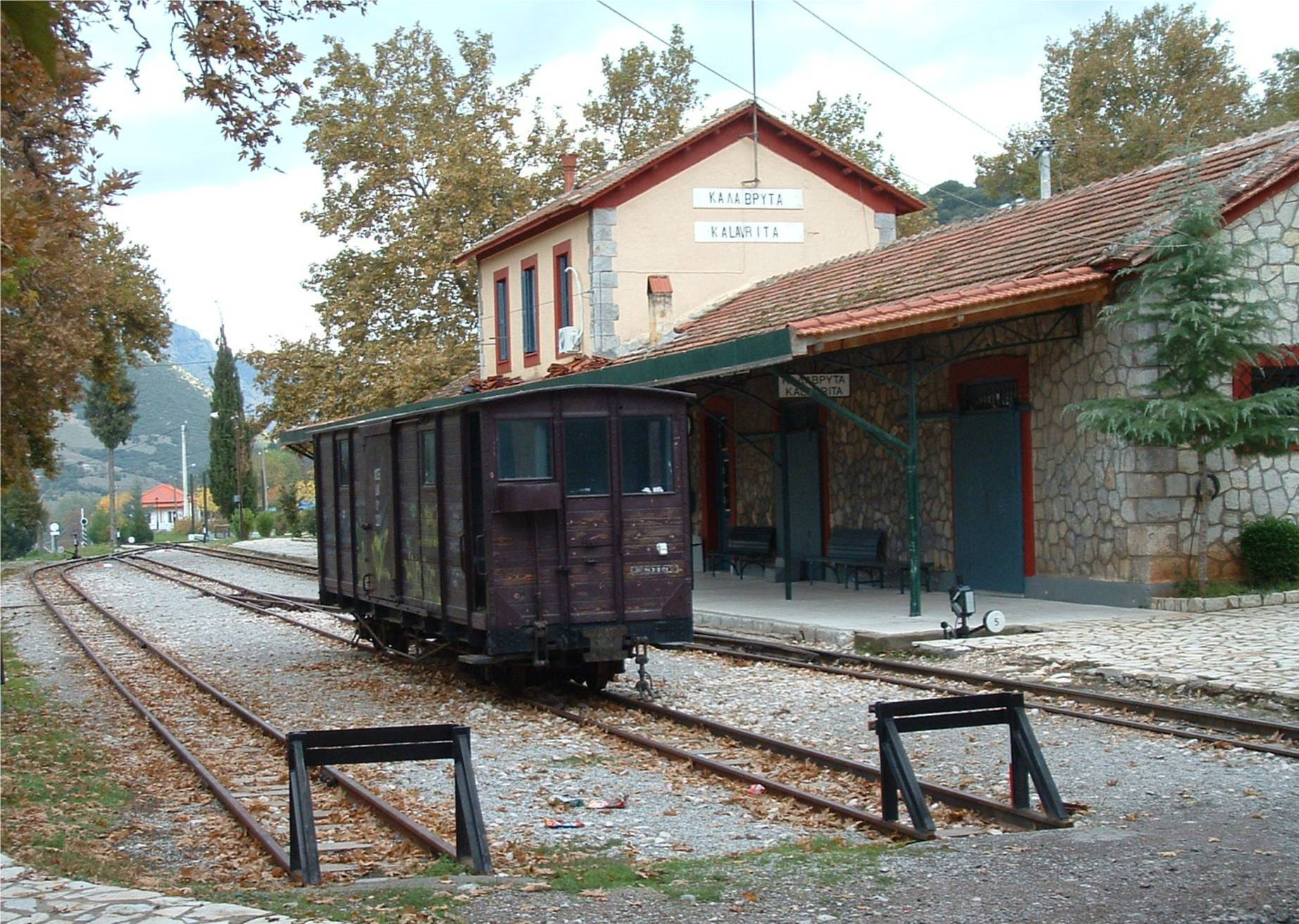
Güterwagen im Bahnhof Kalavrita
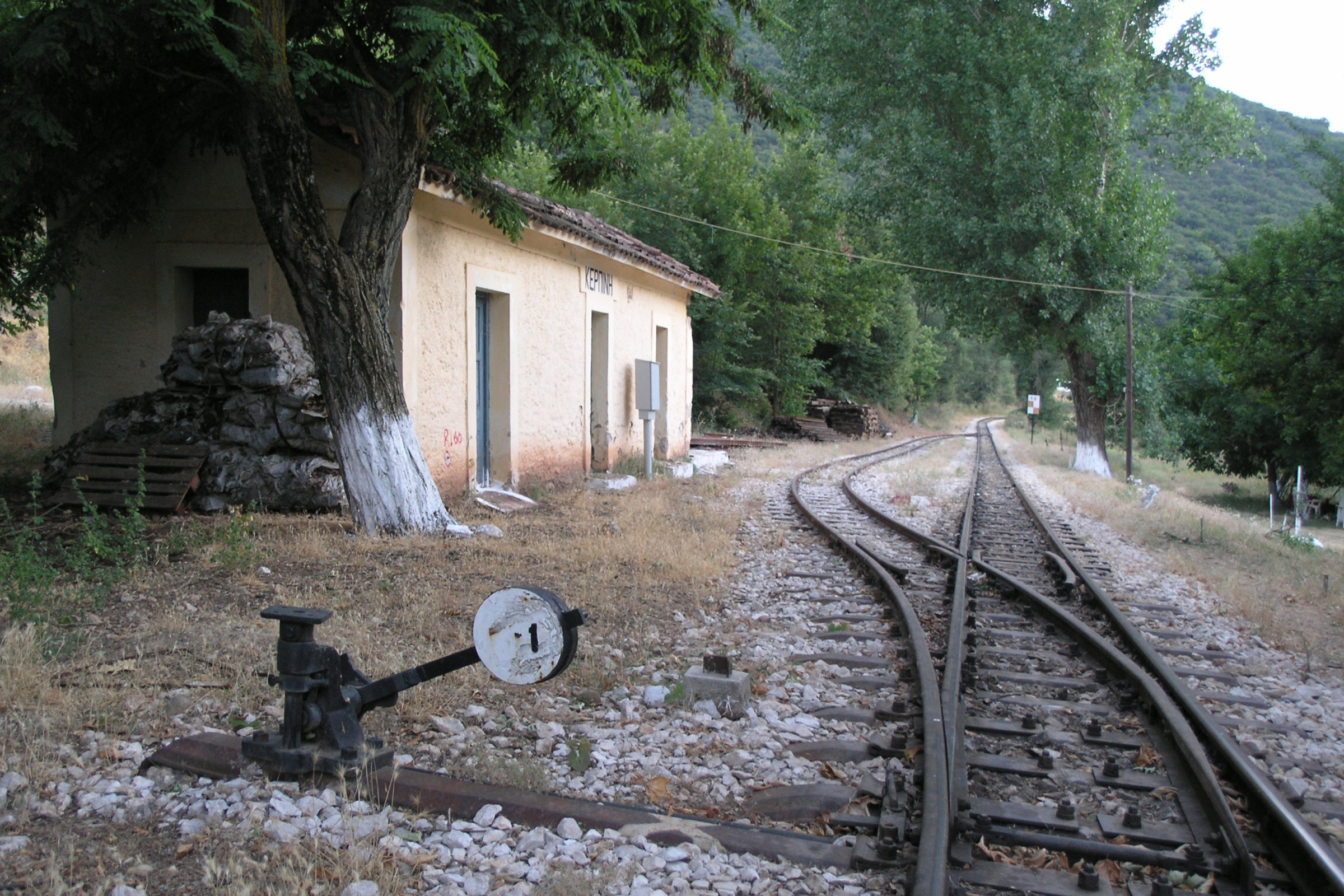
Bahnhof Kerpini
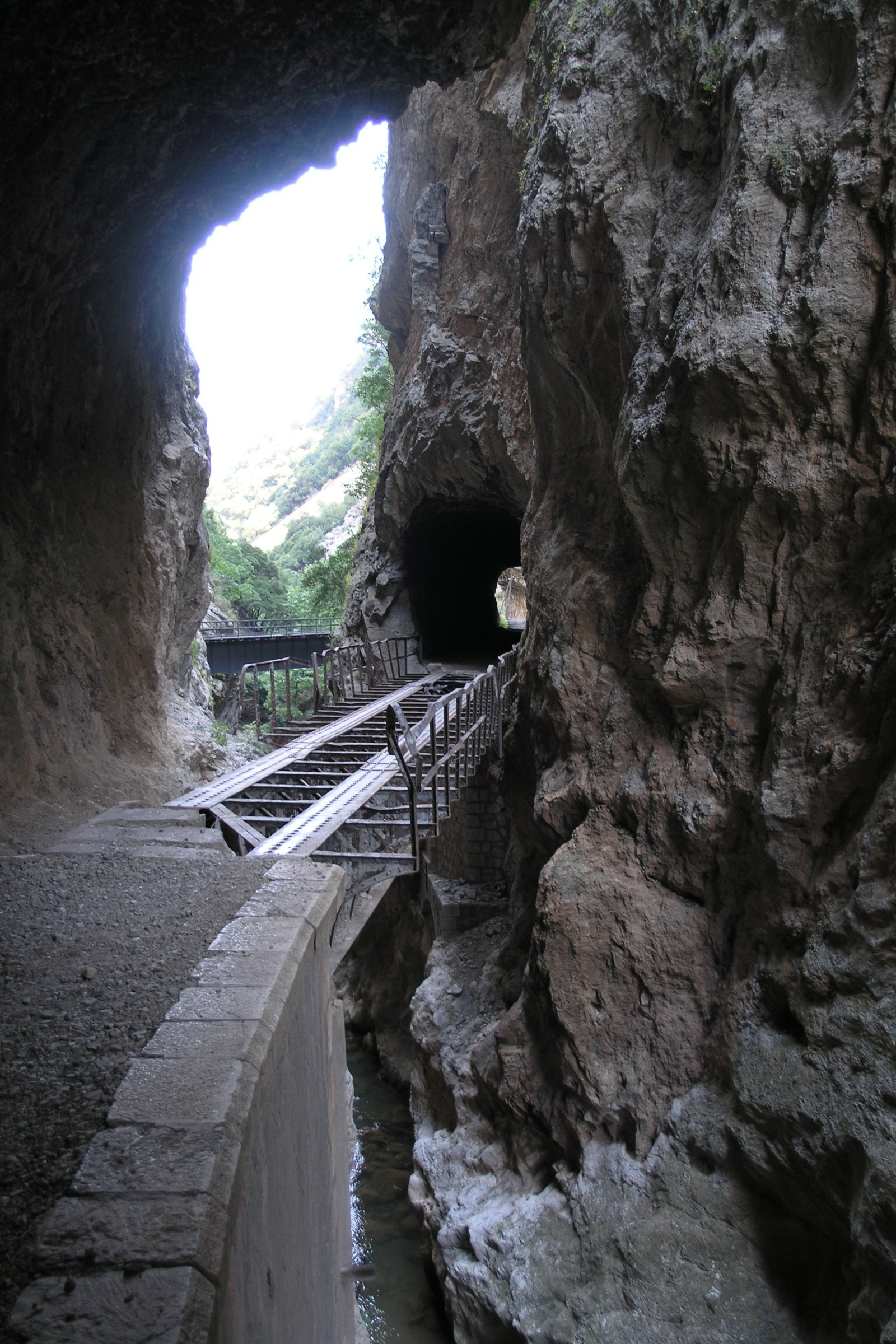
Alte Streckenführung in der Schlucht des Vouraïkos